# آرتور تایمازوف
آرتور بوریسوویچ تایمازوف (به آسی: Таймазты Барисы фырт АртурАртур؛ به روسی: Артур Борисович Таймазов؛ زادهٔ ۲۰ ژوئیه ۱۹۷۹) کشتی‌گیر پیشین اوستیایی‌تبار اهل روسیه است که در دستهٔ فوق سنگین‌وزن کشتی آزاد برای کشور ازبکستان رقابت می‌کرد. تایمازوف برندهٔ یک مدال طلا (۲۰۰۴) و یک مدال نقره (۲۰۰۰) از بازی‌های المپیک و دو مدال طلا (۲۰۰۳، ۲۰۰۶)، دو نقره (۲۰۰۱، ۲۰۱۰) و یک برنز (۲۰۰۷) از رقابت‌های قهرمانی کشتی جهان است. او تا پیش از سال ۲۰۱۶ پرافتخارترین ورزشکار کشتی آزاد در تاریخ بازی‌های المپیک و پرافتخارترین ورزشکار المپیکی ازبکستان محسوب می‌شد اما در سال‌های ۲۰۱۶ و ۲۰۱۹، به دلیل مثبت شدن آزمایش‌های دوپینگ، دو مدال طلای المپیک ۲۰۰۸ پکن و المپیک ۲۰۱۲ لندن در دستهٔ ۱۲۰ کیلوگرم که تایمازوف در آن‌ها قهرمان شده بود، از سوی آژانس جهانی مبارزه با دوپینگ پس‌گرفته‌شد.
تایمازوف در ابتدا ورزش را با رشتهٔ وزنه‌برداری شروع کرد اما سپس در کشتی فعالیت کرد و به تیم ملی روسیه راه یافت. او از ۲۰ سالگی با تغییر تابعیت در ترکیب تیم ملی ازبکستان حاضر شد و یک سال بعد در فینال المپیک ۲۰۰۰ سیدنی با شکست برابر هموطنش دیوید موسلبز، به مدال نقره رسید اما در المپیک ۲۰۰۴ آتن تایمازوف در فینال با پیروزی برابر علیرضا رضایی قهرمان شد. او در سطح قارهٔ آسیا نیز قهرمان سه دورهٔ پیاپی بازی‌های آسیایی (۲۰۰۲، ۲۰۰۶، ۲۰۱۰) است.

## دوپینگ
تایمازوف برنده سه مدال طلای المپیک در المپیک ۲۰۰۴ آتن و المپیک ۲۰۰۸ پکن و المپیک ۲۰۱۲ لندن بوده و مدال نقره المپیک ۲۰۰۰ سیدنی را نیز با یک شکست به دیوید موسلبز بدست آورد ابتدا این باور وجود داشت که او به صورت مصلحتی کشتی را به دیوید موسلبز واگذار کرده است ولی باخت های متوالی او مقابل موسلبز در مسابقات جهانی بعد ثابت کرد که این باور اشتباه است مخصوصا بعد از اینکه موسلبز به راحتی از پس گری مک‌کوی آمریکایی بر آمد این عقیده از بین رفت چون تایمازوف به سختی دوبار مقابل این کشتی گیر به پیروزی رسید.
او در فینال المپیک آتن علیرضا رضایی از ایران را بعد از ۴ دقیقه شکست داد و در المپیک پکن در فینال با پیروزی بر بختیار احمدوف کشتی‌گیر روسیه صاحب مدال طلا شد که در سال ۲۰۱۶،کمیته ممنوعیت استفاده از مواد نیروزا (وادا) طی آزمایشی که از ادرار و خون این ورزشکار گرفته بود، بدلیل استفاده از مواد نیروزا در المپیک ۲۰۰۸، مدال طلای او پس گرفته شد. بدین ترتیب بختیار احمدوف از روسیه که در مسابقه فینال به تایمازوف باخته بود مدال طلا را از آن خود کرد و «دیوید موسلبز» از اسلواکی در رده دوم می‌ایستد. در این وزن فردین معصومی در رده پنجم قرار گرفته بود که جایگاهش با وجود این دوپینگ تغییر نمی‌کند.
در تاریخ ۲۳ ژوئیه ۲۰۱۹ نیز اعلام شد که در نتیجه آزمایش های مجدد نمونه دوپیینگ وی در المپیک تابستانی ۲۰۱۲ لندن مواد ممنوعه دیده شده که در نتیجه باعث بازپس‌گیری طلای وی شد.